# Grave Digger
Grave Digger är ett tyskt speed-/power-/heavy metal-band som bildades i november 1980 av Chris Boltendahl och Peter Masson.

## Medlemmar
Nuvarande medlemmar
- Chris Boltendahl – sång (1980–1986, 1991– ), basgitarr (1980–1982, 1985)
- Jens Becker – basgitarr (1998– )
- Axel "Ironfinger" Ritt – gitarr (2009– )
- Marcus Kniep – keyboard (2014– ), trummor (2018– )

Tidigare medlemmar
- Lutz Schmelzer – trummor (1980)
- Peter Masson – gitarr (1980–1986), basgitarr (1985)
- Philip Seibel – trummor (1981–1982; död 2002)
- Martin Gerlitzki – basgitarr (1983)
- Willi Lackman – basgitarr (1983–1984; död 2013)
- René "T-Bone" Teichgräber – basgitarr (1984)
- Albert Eckardt – trummor (1983–1987)
- C.F. Brank (Chris F. Brank) – basgitarr (1985–1987)
- Tomi Göttlich – basgitarr (1991–1997)
- Peter Breitenbach – trummor (1991–1993)
- Uwe Lulis – gitarr (1986–2000)
- Jörg Michael – trummor (1993–1994)
- Frank Ulrich – trummor (1994–1995)
- Stefan Arnold – trummor (1996–2018)
- Hans Peter "H.P." Katzenburg – keyboar] (1997–2014)
- Manni Schmidt – gitarr (2000–2009)
- Thilo Hermann – gitarr (2007–2009)

Turnerande medlemmar
- Hans "H.P." Katzenburg – keyboard (1996–1997)

## Diskografi
Demo
- 1982 – Demo 1982
- 1983 – Born Again
- 1991 – Return of the Reaper
- 2008 – Ballads of a Hangman (promo)

Studioalbum
- 1984 – Heavy Metal Breakdown
- 1985 – Witch Hunter
- 1986 – War Games
- 1993 – The Reaper
- 1995 – Heart of Darkness
- 1996 – Tunes of War
- 1998 – Knights of the Cross
- 1999 – Excalibur
- 2001 – The Grave Digger
- 2003 – Rheingold
- 2005 – The Last Supper
- 2007 – Liberty or Death
- 2009 – Ballads of a Hangman
- 2010 – The Clans Will Rise Again
- 2012 – Clash of the Gods
- 2014 – Return of the Reaper
- 2015 – Exhumation (The Early Years)
- 2017 – Healed by Metal
- 2018 – The Living Dead
- 2020 – Fields of Blood
- 2022 – Symbol of Eternity

Livealbum
- 2002 – Tunes of Wacken
- 2005 – 25 to Live

EP
- 1984 – Shoot Her Down!
- 1992 – For Promotion Only!!
- 1994 – Symphony of Death
- 1997 – The Dark of the Sun
- 2006 – Yesterday
- 2008 – Pray
- 2011 – Ballad of Mary
- 2012 – Home at Last

Singlar
- 1966 – "Rebellion"
- 1998 – "The Battle of Bannockburn"
- 1999 – "The Round Table (Forever)"
- 2006 – "Silent Revolution"

Samlingsalbum
- 1994 – The Best of the Eighties
- 1994 – Witch Hunter / War Games
- 2002 – Die Definitiv Biografie
- 2002 – The History - Part One [The Reaper / Heart of Darkness]
- 2002 – The Middle Ages Trilogy [Tunes of War / Knights of the Cross / Excalibur]
- 2002 – Masterpieces
- 2003 – Lost Tunes From the Vault
- 2005 – Das Hörbuch
- 2006 – The Grave Digger / Rheingold
- 2009 – The Hangman Box (4CD box)
- 2012 – Clash of the Gods / Home at Last
- 2016 – Let Your Head Rolls - The Very Best of the Noise Years 1984-1986